# Hortensia Bussi
Mercedes Hortensia Bussi Soto conocida simplemente como Hortensia Bussi Soto u Hortensia Bussi de Allende (Rancagua, 22 de julio de 1914-Santiago, 18 de junio de 2009), llamada afectuosamente como Tencha, fue una profesora, bibliotecaria y activista chilena. Cónyuge del presidente Salvador Allende, lo acompañó en esa condición durante su mandato presidencial ostentando el cargo protocolar de primera dama de Chile.

## Biografía
Su padre, Ciro Bussi Aguilera (hijo de Ciro Bussi y de Delfina Aguilera), era marino mercante; su madre, Mercedes Soto García, falleció cuando Hortensia —la mayor de los tres hijos del matrimonio— tenía tres años de edad. Estudió en la Universidad de Chile, donde se tituló como profesora de Historia y Geografía. Además realizó estudios de estadística y ejerció como bibliotecaria en la Dirección de Estadísticas.
Conoció en Santiago a quien sería su esposo, el doctor Salvador Allende Gossens, la noche del 24 de enero de 1939 durante el terremoto de Chillán y poco después comienzan a vivir juntos.
El 17 de marzo de 1940 contrajo matrimonio con Allende, entonces ministro de Salubridad de Pedro Aguirre Cerda. Tuvo tres hijas: Carmen Paz, Beatriz —Tati, la más cercana a su marido, se suicidará en La Habana en 1977— e Isabel, senadora por el Partido Socialista.
En junio de 1953 la familia Allende Bussi, que vivía en los faldeos del cerro Santa Lucía, adquirió la casa de Guardia Vieja 392, ubicada en la comuna de Providencia, gracias a un préstamo obtenido por Hortensia Bussi como funcionaria de la Dirección General de Estadística; dicha residencia se convertiría en el hogar de la familia hasta 1971, cuando se trasladan a la casa presidencial de Tomás Moro.

## Primera dama

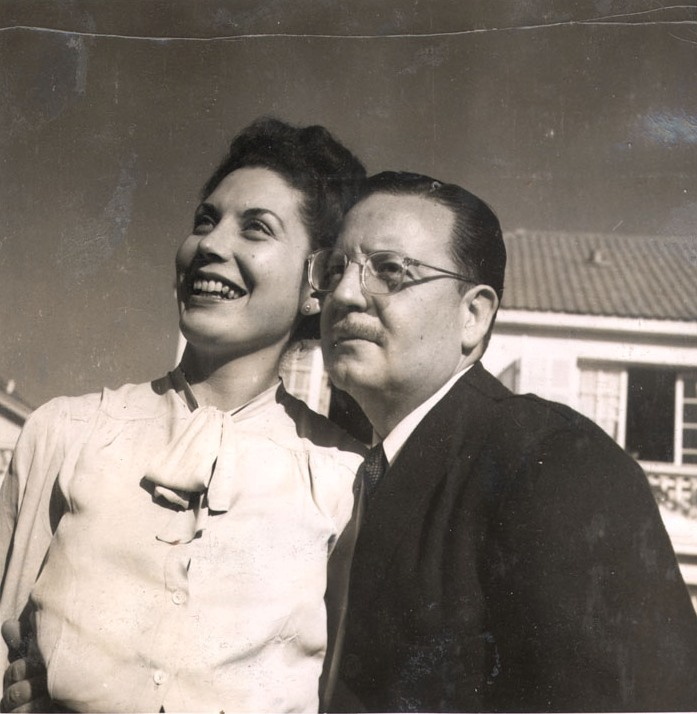
Hortensia Bussi junto a Salvador Allende (1946).

Durante las campañas políticas de Allende, Hortensia Bussi recorrió el país junto a su esposo. Como primera dama, realizó entrega de ayuda humanitaria a países que sufrieron catástrofes y acompañó a Allende en sus giras internacionales.
Se le consideró una mujer adelantada a su tiempo en ideas sociales, y ambos se profesaban una admiración y respeto mutuo, sin que nunca, según sus declaraciones, intentaran imponer sus propios puntos de vista en temas religiosos.[cita requerida]
Elegante, de gustos finos —había estudiado piano cuando joven, le gustaba la música clásica y el arte—, apareció en revistas internacionales, como la francesa Vogue, por su elegancia en el vestir.[cita requerida]
Aunque era el contrincante político de su marido, Hortensia le envió a Eduardo Frei Montalva una corona de flores con motivo del fallecimiento de su madre, Victoria Montalva, en octubre de 1972. El 19 de octubre Frei le respondió Allende con una carta en la que se dirigía a él como "estimado Presidente y amigo" y le expresaba su "gratitud más profunda".
Durante el golpe de Estado del 11 de septiembre de 1973, Hortensia Bussi se encontraba en la que fue la residencia presidencial de la calle Tomás Moro. Bombardeada por aviones de la Fuerza Aérea, ella se salvó providencialmente: "Entre cada uno de los ataques se desataba un tiroteo de locura. La residencia se convirtió en una masa de humo, de olor a pólvora, de destrucción", declaró días después. Se refugió en la de Felipe Herrera.[cita requerida]
Por orden de la Junta Militar la encontraron el día 12, la llevaron al Hospital Militar de Santiago y luego a Viña del Mar para enterrar el cuerpo de Salvador Allende, quien fuera asesinado durante el asalto al Palacio de La Moneda ordenado por Augusto Pinochet. Asistió al funeral acompañada solo por un sobrino y, aunque vigilada por fuerzas militares, Hortensia Bussi gritó “aquí enterramos a Salvador Allende, presidente de Chile”.

## Exilio y retorno al país

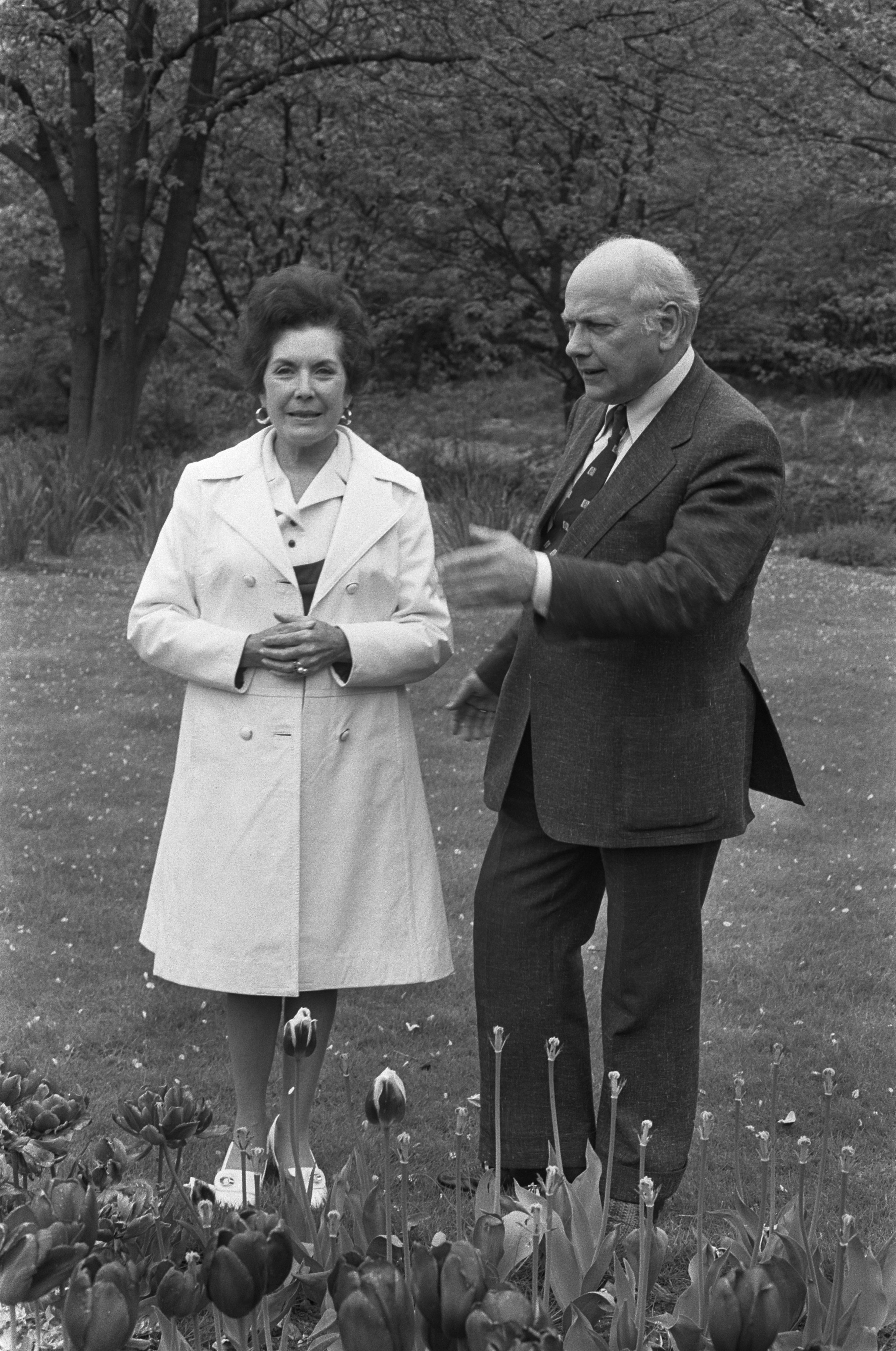
Hortensia Bussi y el primer ministro neerlandés Joop den Uyl en 1974.

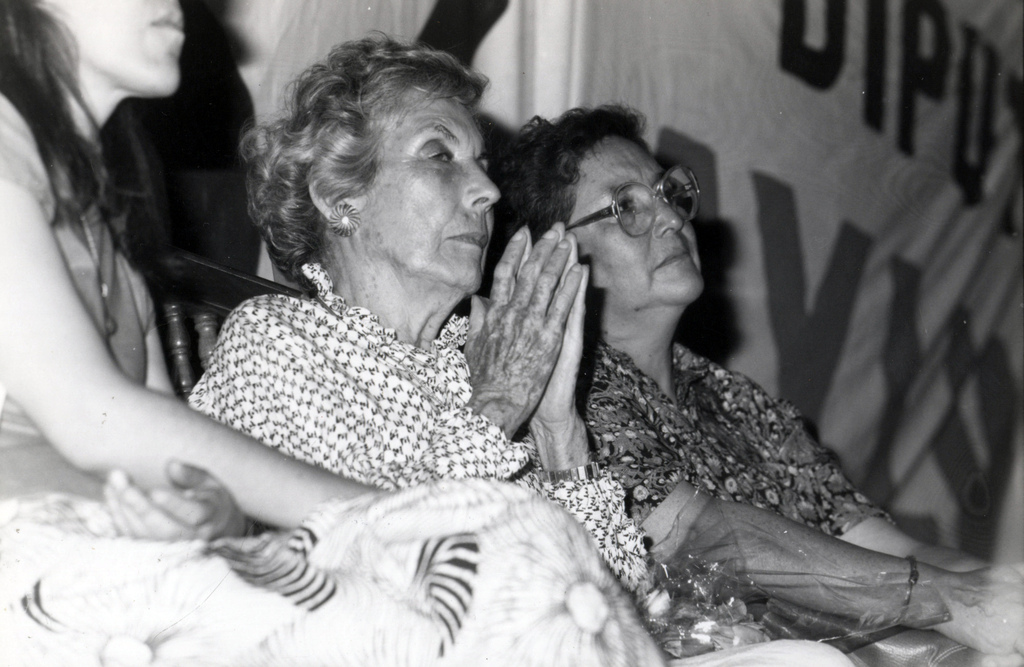
Bussi y María Elena Carrera, en la campaña parlamentaria de 1989.

Como exiliada política y viuda, viaja a México junto a su familia, alojándose en la Casa de Chile en México. Su recibimiento en México se debió a la amistad que ella y su esposo habían entablado con el presidente Luis Echeverría y la primera dama María Esther Zuno, quienes la elogiaron comparándola en su labor política con Margarita Maza de Juárez y Sara Pérez de Madero. Desde ahí comenzó su recorrido por varios países, denunciando violaciones de los derechos humanos por parte del dictadura militar del general Augusto Pinochet.
Luego de quince años de exilio, regresó a Chile el 24 de septiembre de 1988, y actuó como presidenta de la Fundación Salvador Allende en momentos que se celebraba el plebiscito del 'Sí' o el 'No'.  No pudo votar, pero fue acogida por el democratacristiano Patricio Aylwin, que había sido enemigo político de Allende y que fue el primer presidente democráticamente elegido después de Pinochet. Posteriormente, Hortensia fue figura invitada en los sucesivos gobiernos de la Concertación.
Ante su presencia, los restos de Allende que habían sido enterrados en forma solitaria durante la Dictadura Militar fueron exhumados y se le concedieron un funeral de estado como una forma de homenaje.
El presidente Ricardo Lagos le concedió a Bussi el honor de descubrir la puerta de Morandé 80 en La Moneda, por donde habían salido los restos de Allende y que había sido eliminada por orden de la Dictadura Militar.

## Últimos años de vida

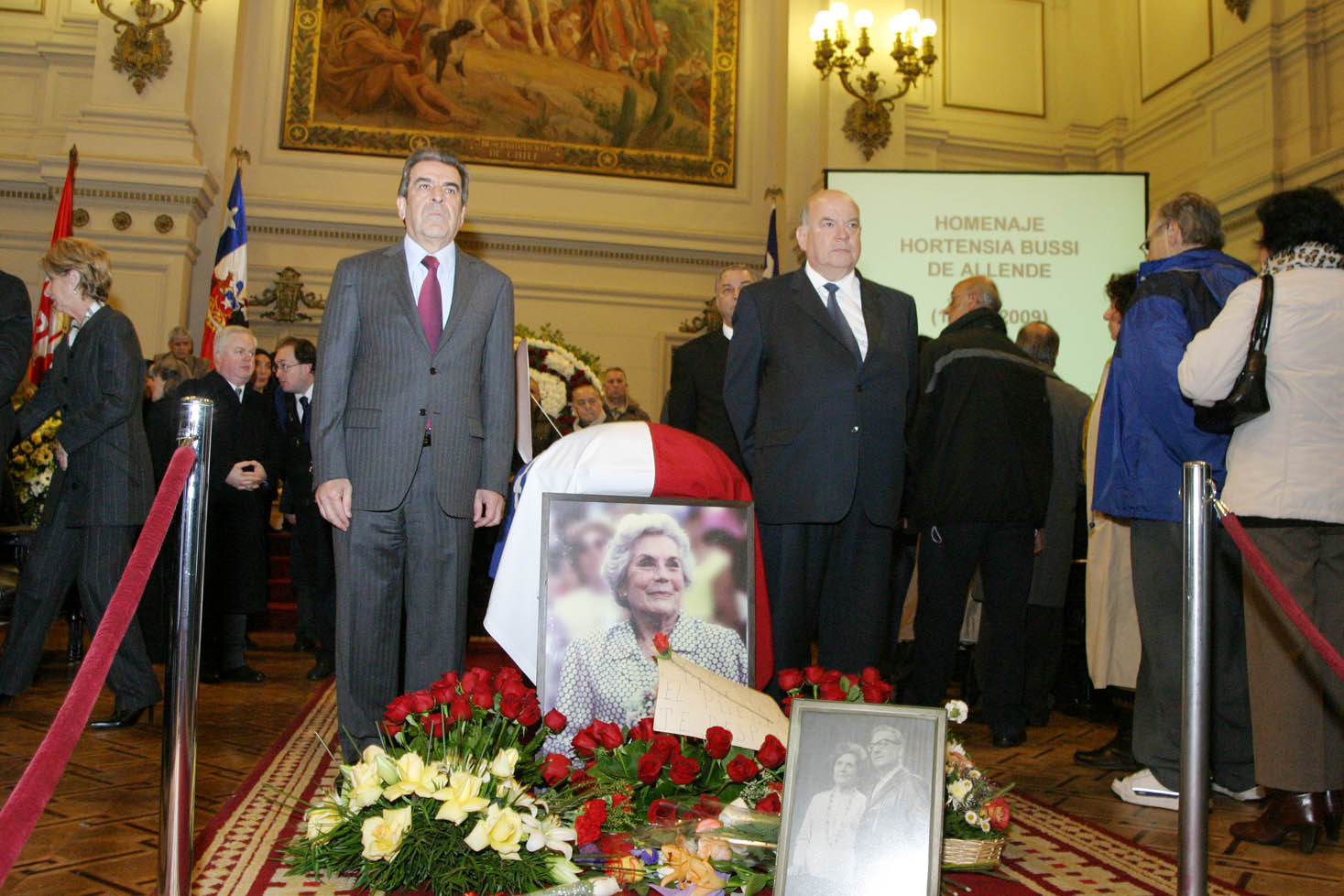
Eduardo Frei (izquierda) y José Miguel Insulza realizan la guardia de honor al féretro de Hortensia Bussi de Allende.

En 1997 el Congreso del Estado de Guerrero, le concedió la presea Sentimientos de la Nación, máximo galardón que otorga el poder legislativo de dicho estado a personas que se hubieran reconocido por su acercamiento con los principios del Congreso de Anáhuac y a los del documento que ha dado el nombre a esa distinción. La entrega de este premio se llevó a cabo el 13 de septiembre de 1997, en una sesión pública y solemne, en la ciudad de Chilpancingo.
El 18 de junio de 2009, a las 13:40 h. (UTC-4), Hortensia Bussi murió en Santiago a la edad de 94 años. Sus restos fueron velados en el ex Congreso Nacional, y el día 20 de junio se realizaron sus funerales en el Cementerio General de Santiago.